# Jung Ji-so
Hyun Seung-min (Koreaans: 현승민) (Seoel, 17 september 1999), professioneel bekend als Jung Ji-so (Koreaans: 정지소) of ook als Jung Ziso, is een Zuid-Koreaanse actrice. Hyun debuteerde in 2012 als actrice in het televisiedrama May Queen .

## Filmografie

### Televisiereeksen
| Jaar | Titel                           | Rol                  | Netwerk |
| ---- | ------------------------------- | -------------------- | ------- |
| 2012 | May Queen                       | jonge Jang In-hwa    | MBC     |
| 2012 | It Was Love                     | Choi Sun-jung        | MBC     |
| 2013 | Tv-roman: Samsaengi             | jonge Seok Sam-saeng | KBS2    |
| 2013 | The Blade and Petal             | Cho-hee              | KBS2    |
| 2013 | Empress Ki                      | jonge Ki Seung Nyang | MBC     |
| 2013 | "Eun-guk en het lelijke eendje" | Eun-soo              | KBS2    |
| 2014 | My Spring Days                  | Kang Poo-reum        | MBC     |
| 2015 | Hyde Jekyll, Me                 | jonge Jang Ha-na     | SBS     |
| 2015 | Splendid Politics               | Eun-Seol             | MBC     |
| 2016 | W                               | jonge Oh Yeon-joo    | MBC     |
| 2020 | The Cursed                      | Baek So-jin          | TVN     |
| 2021 | Imitation                       | Lee Ma-ha            | KBS     |

### Films
| Jaar | Titel                           | Rol         |
| ---- | ------------------------------- | ----------- |
| 2014 | Daughter                        | jonge San   |
| 2015 | The Tiger: An Old Hunter's Tale | Seon-yi     |
| 2019 | Parasite                        | Park Da-hye |